# Penetanguishene
Penetanguishene es un pueblo canadiense situado en la provincia de Ontario.

## Superficie
Penetanguishene tiene una superficie de 25,42 km².

## Demografía
En 2021, tenía 10 077 habitantes, una densidad poblacional de 396,4 hab./km², y 4357 viviendas.